# Sopracciglio
Il sopracciglio (dal latino supercilium; ha doppio plurale, m. e f.: sopraccigli e sopracciglia) è un rilievo cutaneo ricoperto da piccoli peli irti al di sopra dell'occhio che segue la forma dell'arcata sopraccigliare e separa quindi la palpebra superiore dalla fronte.
Nel complesso presenta una parte ingrossata mediale, la testa, seguita da un corpo e dall'estremità laterale affusolata, la coda.
Per estensione con sopracciglia si intendono anche i peli che ricoprono il sopracciglio.

## Vascolarizzazione e innervazione
L'irrorazione sanguigna è deputata a rami dell'arteria oftalmica e alla vena oftalmica superiore.
I vasi linfatici sono tributari dei linfonodi parotidei.
L'innervazione motoria è data da rami del nervo facciale, mentre quella sensitiva da rami del nervo oftalmico.

## Struttura
Il sopracciglio è costituito, dall'interno verso l'esterno, da un periostio (connettivale e ricco di grasso) aderente all'osso frontale, ricoperto da uno strato muscolare, uno strato sottocutaneo (lasso e con poco grasso) e, in superficie, dalla cute.
Lo strato muscolare è formato dalle fibre dei tre muscoli pellicciai presenti in questa regione: il muscolo orbicolare dell'occhio, il muscolo frontale e il muscolo corrugatore del sopracciglio.
La cute è spessa con peli irti (sopracciglia), ghiandole sebacee e ghiandole sudoripare.

## Funzione
La funzione meccanica del sopracciglio è quella di impedire che fluidi corporei (sudore) e liquidi (come la pioggia) arrivino nell'occhio disturbando in tal modo la vista.
Per motivi estetici, specialmente nelle donne, il sopracciglio viene modellato . In alcuni casi i peli sono totalmente asportati e sostituiti da un tatuaggio.
Importante funzione psicologica rivestono nella comunicazione non verbale nella mimica facciale di espressioni emotive.

## Chirurgia
Nel caso di sopracciglia cadenti, dovute a conformazione naturale o ad un rilassamento della regione temporale, è possibile intervenire con un lifting temporale.